# Megachile subalbuta
Megachile subalbuta là một loài Hymenoptera trong họ Megachilidae. Loài này được Yasumatsu mô tả khoa học năm 1936.